# Barry Kerch
Barry Kerch est un musicien professionnel qui joue de la batterie (et d'autres instruments à percussions) et qui fait partie du groupe de Rock Shinedown. Hormis le chanteur principal du groupe Brent Smith, il est le seul membre du groupe original.

## Vie personnelle
Barry est marié (le prénom de sa femme est Lori) et il a obtenu un diplôme en anthropologie à l'université de Central Florida. Il a fait partie du programme de la bande à l'université de Central Florida dans les tambours dans Marching Knights. Il est membre du parti Eta Sigma de la fraternité Kappa Kappa Psi et du parti Mu Eta de la fraternité Phi Mu Alpha Sinfonia et était un fondateur de la fraternité du local anthropologique de l'université de Central Florida. Il est également passionné de cuisine, il poste ses recettes sur le site de Shinedown. Barry et Lori ont eu leur premier enfant en janvier 2011, qui se prénomme Stella.

## Batterie
Barry joue sur une batterie Pearl. Il utilise également des peaux Evans et des cymbales Meinl.
Sur la tournée de l'album Attention Attention, voici le matériel qu'il utilisait :
- Kit Pearl Reference, couleur Pearl White Oyster
- Grosse caisse 26x18"
- Seconde grosse caisse 22x18"
- Tom alto 10x7"
- Tom medium 12x8"
- Floor Tom (ou tom basse) 16x16"
- Floor Tom 18x16"
- Caisse-claire Pearl Reference Brass Snare 14x6.5"
- Gong drum 20x14"

Hardware Pearl :
- Double pédale de grosse caisse Eliminator Redline P2052C
- Stand charley Redline Eliminator H2050
- Pieds perche de cymbale B1030
- stand charley H2050
- stand caisse claire S1030

## Shinedown
Barry a été le 7e batteur à se présenter pour le groupe Shinedown.

## Discographie
Shinedown
- Leave a Whisper (2003, Atlantic Records)
- Us and Them (2005, Atlantic Records)
- The Sound of Madness (2008, Atlantic Records)
- Amaryllis (2012, Atlantic Records)
- Threat to Survival (2015, Atlantic Records)
- Attention Attention (2018, Atlantic Records)
- Planet Zero (2022, Atlantic Records)